# Tramwaje w Debreczynie
Tramwaje w Debreczynie – najmniejszy system komunikacji tramwajowej na Węgrzech, znajdujący się w Debreczynie. System składa się z 2 linii o długości 4,6 km obsługiwanej przez DKV.

## Historia
Po raz pierwszy tramwaj w Debreczynie ruszył w roku 1884 jako konny. W 1911 pojawił się tramwaj elektryczny. W następnych latach w wyniku rozbudowy sieć liczyła 10 linii.
Upadek tramwajów w Debreczynie miał miejsce po II wojnie światowej, gdy postawiono na rozwój komunikacji autobusowej oraz trolejbusowej. Wykaz linii w 1957 r.:
| Linia | Trasa                         |
| ----- | ----------------------------- |
| 1     | Pályaudvar – Nagyerdő         |
| 3     | Gyógyfürdő – Pallag           |
| 4     | Megyei Tanács – Vágóhíd       |
| 5     | Hatvan utca – Nyulas          |
| 6     | Arany Bika szálló – Köztemető |
| 7     | Gyógyfürdő – Tüdőszanatórium  |

W latach 70. XX wieku postanowiono o likwidacji systemu. Zamknięto wiele torowisk tramwajowych, pozostawiając jedynie jedną działającą linię. Dla Debreczyna zamówiono 18 tramwajów hiszpańskiej firmy CAF, przeznaczonych dla budowanej nowej linii tramwajowej. Nowe tramwaje miałyby zostać dostarczone do 2013. W wyniku unieważnienia przetargu i ponownego jego ogłoszenia wygrała tym razem włoska firma AnsaldoBreda, która miała dostarczyć 18 tramwajów klimatyzowanych, przegubowych o długości 32 m. Po unieważnieniu tego przetargu rozpisano już szósty przetarg, który wygrała firma CAF. Nowe tramwaje miały zostać dostarczone do stycznia 2014. Zamówiono je z przeznaczeniem na nową linię nr 2, prowadzącą od dworca kolejowego na jedno z osiedli mieszkaniowych. Nowa linia powstała jako odgałęzienie od linii nr 1. Jej uruchomienie nastąpiło w 2014 r.

## Tabor

### Współczesny
| Zdjęcie | Typ         | Liczba | Lata dostaw | Numery       |       |
| ------- | ----------- | ------ | ----------- | ------------ | ----- |
|         | CAF Urbos 3 | 18     | 2013–2014   | 511–528      | [ 4 ] |
|         | Ganz KCSV–6 | 9      | 1993–1997   | 501–509, 511 | [ 4 ] |

### Historyczny
| Zdjęcie | Typ        | Liczba | Lata eksploatacji | Numery     |  |
| ------- | ---------- | ------ | ----------------- | ---------- |  |
|         | FVV CSM–4  | 1      | 1962–2014         | 489        |  |
|         | BVVV L     | 1      | 1911–19??         | 260        |  |
|         | Seria 2500 | 1+1    | do 1984           | 1884, 1984 |  |

## Linie
Stan z 17 grudnia 2019 r.
| Linia | Trasa | Długość | Czas przejazdu | Przystanki |
| ----- | --- | ------- | -------------- | ---------- |
|       | Nagyállomás – Egyetem – Nagyállomás Piac Utca – Kossuth tér – Kálvin tér – Péterfia utca – Bem tér – Simonyi út – Pallagi út – Nagyerdei körút – Simonyi út – Bem tér – Péterfia utca – Kálvin tér – Kossuth tér – Piac utca | 4,4 km  | 30–36 min      | 11–13      |
|       | Nagyállomás – Görgey utca – Nagyállomás Piac utca – Kossuth tér – Kálvin tér – Hunyadi János utca – Csemete utca – Dózsa György utca – Nádor utca – Thomas Mann utca – Mikszáth Kálmán utca – Békessy Béla utca – Kartács utca – Doberdó utca – Böszörményi út – Mikszáth Kálmán utca – Thomas Mann utca – Nádor utca – Dózsa György utca – Csemete utca – Hunyadi János utca – Kálvin tér – Kossuth tér – Piac utca | 5 km    | 19–24 min      | 12–13      |